# Chiến dịch Vicksburg

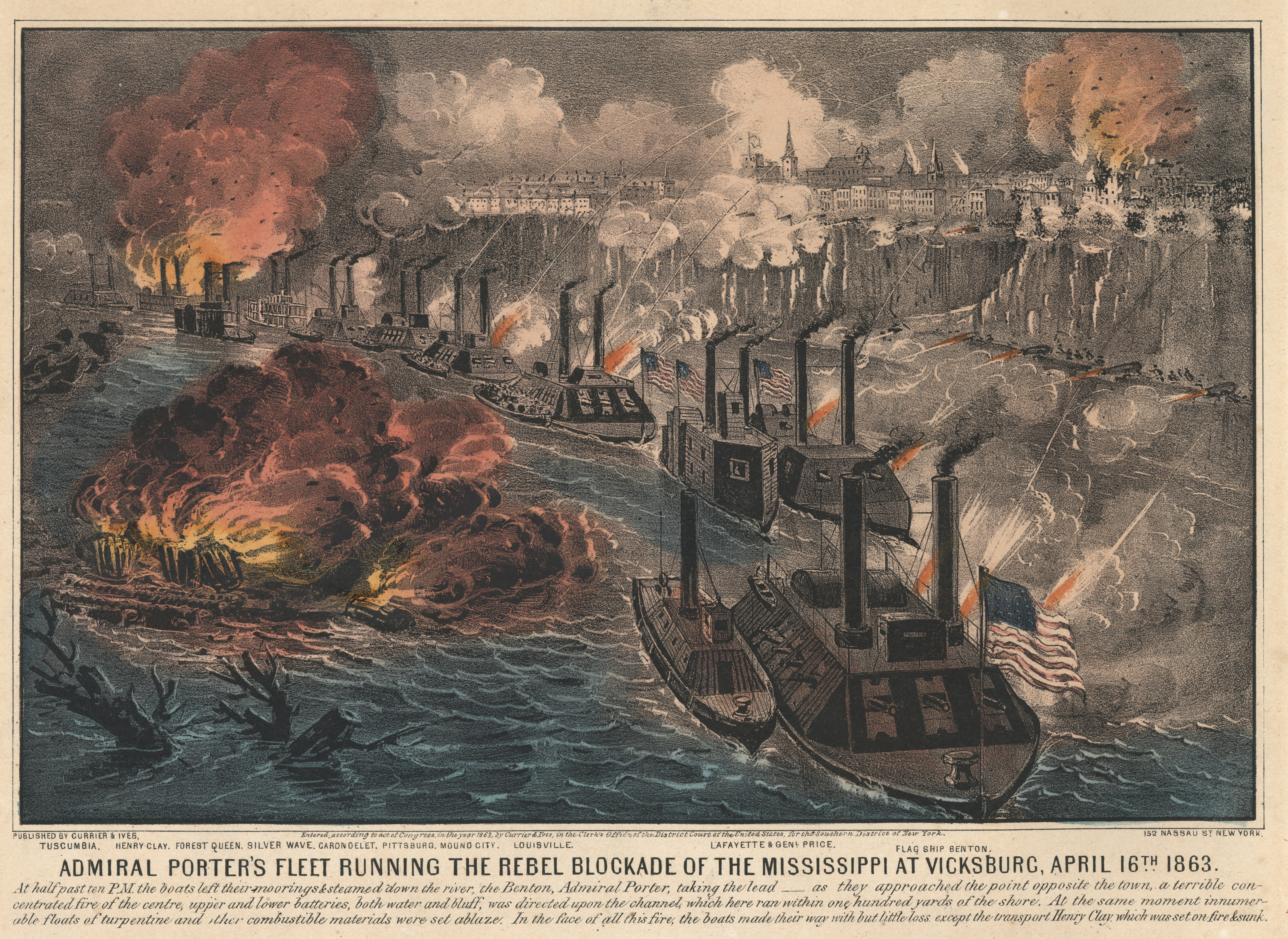
Tranh thạch bản Đội tàu sông Mississippi trong cuộc phong tỏa quân miền Nam tại Vicksburg ngày 16 tháng 4 năm 1863.

Chiến dịch Vicksburg là một chuỗi các cuộc hành quân và trận đánh tại Mặt trận miền Tây trong Nội chiến Hoa Kỳ nhằm vào Vicksburg, Mississippi, một thành phố pháo đài khống chế vùng đất cuối cùng thuộc Liên minh miền Nam trên sông Mississippi. Binh đoàn sông Tennessee của quân miền Bắc dưới quyền thiếu tướng Ulysses S. Grant đã giành được quyền kiểm soát toàn bộ con sông Mississippi sau khi đánh chiếm được thành lũy này và đánh bại lực lượng đồn trú của trung tướng John C. Pemberton tại đây.
Chiến dịch này bao gồm những hoạt động hải quân, các cuộc hành binh, rất nhiều sáng kiến bị thất bại và 11 trận đánh riêng biệt diễn ra từ 26 tháng 12 năm 1862 đến 4 tháng 7 năm 1863. Các sử gia quân sự đã chia chiến dịch ra thành 2 giai đoạn chính: Các hoạt động tấn công Vicksburg (tháng 12 năm 1862 – tháng 1, 1863) và Các hoạt động tấn công Vicksburg của Grant (tháng 3 – tháng 7 năm 1863).
Kế hoạch ban đầu của Grant là cho tiến quân theo hai hướng, một nửa lực lượng theo thiếu tướng William T. Sherman tiến đến sông Yazoo và cố gắng tiếp cận Vicksburg từ phía đông bắc, trong khi Grant đưa nửa còn lại tiến xuống Đường sắt Trung tâm Mississippi. Cả hai cuộc hành quân này đều bị thất bại. Grant liền tiến hành một số "thử nghiệm" — gọi là cuộc viễn chinh Bayou của Grant — nhằm thử thâm nhập đoạn sông Mississippi ở phía nam hệ thống đại bác của Vicksburg bằng đường thủy. Cả năm cuộc thử nghiệm cũng đều thất bại. Cuối cùng, tàu chiến quân miền Bắc cùng với tàu chở quân đã mạo hiểm băng qua các khẩu đội pháo tại Vicksburg và hợp với quân bộ của Grant lúc này đang ở Louisiana. Ngày 29 và 30 tháng 4 năm 1863, Grant cho quân vượt sông Mississippi đổ bộ lên Bruinsburg. Một loạt các đòn nghi binh và đánh lạc hướng đã đánh lừa quân miền Nam và cuộc đổ bộ diễn ra mà không gặp trở ngại gì. Trong vòng 17 ngày tiếp theo, Grant tiến quân theo đường bộ, đánh thắng 5 trận, chiếm được thủ phủ Jackson, Mississippi, và bắt đầu tiến hành công kích bao vây Vicksburg.
Sau khi quân của Pemberton đầu hàng ngày 4 tháng 7 (một ngày sau thất bại của quân miền Nam tại Gettysburg), và khi Cảng Hudson đầu hàng thiếu tướng Nathaniel P. Banks ngày 9 tháng 7, thì toàn bộ sông Mississippi đã thuộc về Liên bang miền Bắc. Những sự kiện này vẫn được coi là một bước ngoặt của cuộc Nội chiến, và chiến dịch Vicksburg của Grant cũng được xem là một trong những kiệt tác của lịch sử quân sự Hoa Kỳ.